# Ecclinusa ramiflora
Ecclinusa ramiflora är en tvåhjärtbladig växtart som beskrevs av Carl Friedrich Philipp von Martius. Ecclinusa ramiflora ingår i släktet Ecclinusa och familjen Sapotaceae. Inga underarter finns listade i Catalogue of Life.